# Diários de Bicicleta
Diários de Bicicleta é um livro escrito pelo músico britânico David Byrne.

## Resumo
Desde o início dos anos 80, David tem como seu principal meio de transporte na cidade de Nova Iorque andar de bicicleta. Duas décadas depois, ele descobriu as bicicletas dobráveis e começou a levá-las em suas viagens ao redor do mundo. A escolha de DB, inicialmente, foi mais pela conveniência que por uma motivação politicamente correta, mas quanto mais cidades ele via a partir de sua bicicleta, mais ele se tornava viciado neste meio de transporte e na sensação de liberdade, alegria e contato fornecida por ela. Este ponto de vista, a partir de sua bicicleta, tornou-se sua janela panorâmica da vida urbana, um mágico jeito de abrir os olhos para o funcionamento e ritmo da população e geografia das cidades.
As crônicas de Diários de Bicicleta são observações e introspecções de David - o que ele está vendo, quem ele está conhecendo, sobre o que ele está pensando - como ele pedala através e se envolve com algumas das principais cidades do mundo. Em lugares como Buenos Aires, Istambul, São Francisco e Londres o foco maior é em músicos e artistas que ele encontra. A política é abordada em cidades como Berlim e Manila, enquanto capítulos sobre Nova Iorque e sobre paisagens de parques industriais suburbanos e ruínas contemporâneas de lugares como Detroit, Pittsburgh e Columbus são mais preocupados com a história na paisagem urbana.
Ao longo do caminho, DB compartilha pensamentos sobre moda, arquitetura, isolamento cultural, globalização e a nova forma radical como algumas cidades, como sua cidade natal, estão se tornando mais "amigas das bicicletas" - tudo transmitido com uma mistura muito pessoal de humor, curiosidade e humanidade.